# Nicolás de Piérola
José Nicolás Baltasar Fernández de Piérola y Villena (født 5. januar 1839, død 23. juni 1913) var Perus præsident i tiden fra 1879-1881 og igen fra 1895-1899.
Han var finansminister fra 1868-1871. Han blev præsident ved et statskup under Salpeterkrigen. Efter flere militære nederlag, måtte han opgive embedet. Han blev igen præsident ved et statskup i 1895, men trak sig tilbage i 1899.